# Asteromellopsis insculpta
Asteromellopsis insculpta är en svampart som beskrevs av H.E. Hess & E. Müll. 1951. Asteromellopsis insculpta ingår i släktet Asteromellopsis och familjen Dothideaceae.   Inga underarter finns listade i Catalogue of Life.